# Corpo di sicurezza trentino
Il Corpo di sicurezza trentino, abbreviato in CST, o in tedesco Trientiner Sicherungsverband (TSV) era una milizia istituita nel 1944 dalle autorità di occupazione nell'ambito dell'Alpenvorland, la Zona d'operazioni delle Prealpi (territorio formato dalle province di Bolzano, Trento e Belluno), in provincia di Trento, formalmente per compiti locali di tutela dell'ordine pubblico, ma in realtà fu impiegata massicciamente anche fuori provincia (specie nel Bellunese e nel Vicentino) in operazioni antipartigiane e di rappresaglia. Il CST aveva il suo corrispettivo a Trieste, nella Zona d'operazioni del Litorale adriatico, la "Guardia Civica" voluta da Friedrich Rainer.

## Storia
Il CST nacque a Trento, quando l'allora commissario-prefetto dell'OZAV Adolfo de Bertolini scrisse a tutti i comuni trentini il 9 febbraio 1944 una lettera per l'arruolamento a questo corpo. Solo pochi volontari si presentarono per far parte di questo corpo, solamente in 60 (il gruppo dei graduati e sottufficiali) e perciò, i tedeschi decisero di utilizzare la cartolina di precetto per arruolare i giovani, in totale alla fine circa 3200, appartenenti alla classe 1924-1927, e ripartiti in tre battaglioni, ciascuno formato da 4 compagnie. Al comando del corpo, fu posto una persona fedele al Commissario Supremo Franz Hofer, ovvero il maggiore Kober. Egli iniziò l'addestramento delle nuove truppe nella zona sud di Trento, ovvero presso le caserme di viale Verona, per un periodo di circa 40 giorni, dove i soldati, oltre ad apprendere l'arte della guerra, dovevano imparare anche la lingua tedesca.
I gradi e la struttura del corpo erano del tutto simili a quelli della polizia tedesca; anche la divisa era simile, se non per un distintivo posto sul braccio sinistro raffigurante un'aquila tridentina.
Erano appartenenti al CST, fra gli altri, i componenti della pattuglia, guidata dal capitano Mario Meneghini "Manghen"  all'epoca di stanza a Roncegno che il 19 febbraio 1945 inseguirono e uccisero nei boschi tra il passo del Brocon e il monte Coppolo la partigiana Ancilla Marighetto "Ora".
Anche l'altra giovane combattente assassinata dai tedeschi nella zona, Clorinda Menguzzato "Veglia", fu arrestata da una pattuglia del CST nei pressi di Celado (comune di Castello Tesino) l'8 ottobre 1944 e venne fucilata due giorni più tardi, dopo torture e maltrattamenti.
Varie compagnie del CST parteciparono attivamente, fra l'altro, anche alla strage nazista compiuta nella notte del 12 agosto 1944 di Malga Zonta e al tragico rastrellamento del Grappa (province di Belluno, Treviso e Vicenza), l'operazione Piave, con incarichi che comprendevano la costituzione dei plotoni di esecuzione e nelle giornate dal 19 agosto al 21 agosto 1944 parteciparono come unità di sorveglianza al rastrellamento della valle del Biois (incendio di Caviola di Falcade e Cencenighe, 245 case bruciate, 600 senza tetto e una quarantina di morti tra civili e partigiani).
Si sono registrati casi, tuttavia poco numerosi, di componenti del CST che decisero di disertare, in qualche caso passarono con i partigiani, specie nel Bellunese. Questo avvenne a rischio della loro vita e delle loro famiglie, poiché il reato di diserzione era esteso alle famiglie e parenti secondo una consuetudine medievale tedesca ripristinata da Himmler, detta Sippenhaft.
Il CST aveva il suo corrispettivo a Trieste, nella Zona d'operazioni del Litorale adriatico, la "Guardia Civica" voluta da Friedrich Rainer.
In provincia di Belluno la chiamata alle armi da parte dei tedeschi fu boicottata dalla popolazione, che aveva marcate venature patriottiche e antitedesche, anche grazie all'attività delle bene organizzate forze della Resistenza, che richiamavano a sé i giovani e mettevano in atto sabotaggi della macchina burocratica (per esempio distruggendo i documenti anagrafici comunali o le stesse cartoline precetto).